# Karl Schwarzschild
Karl Schwarzschild, född 9 oktober 1873 i Frankfurt am Main, död 11 maj 1916 i Potsdam till följd av sjukdom ådragen i krigstjänst, var en tysk astronom och astrofysiker som givit namn åt Schwarzschildradien.

## Biografi
Schwarzschild författade redan som skolyngling arbeten om banbestämningar. Han studerade i Strassburg och München, blev 1896 assistent vid Kuffner-Sternwarte i Wien-Ottakring, 1899 docent i München, 1901 professor och direktor för observatoriet i Göttingen samt 1909 direktor för astrofysikaliska observatoriet vid Potsdam.
Schwarzschilds arbeten berör såväl den praktiska som särskilt den teoretiska astronomin, astrofysiken, optiken med mera. Under påverkan av sin lärare, Hugo von Seeliger i München, ägnade han sig med stor framgång åt teoretiska undersökningar, såsom angående "Henri Poincarés teori för jämvikten hos roterande vätskemassor" och "ljusets tryck på små klot och Svante Arrhenius teori för kometsvansarna", och åt undersökningar om temperaturfördelningen i en himlakropp på grund av strålningen. Hit hör även hans skrifter om rummets krökning och om fixstjärnornas egenrörelser, i vilka senare han berör Jacobus Kapteyns stjärndrifter. Han författade även ett arbete om stjärnornas fotografiskt uppmätta ljusstyrka samt några populära och praktiska arbeten, såsom Über das System der Fixsterne (1909) och Tafeln zur astronomischen Ortsbestimmung im Luftballon bei Nacht (1909).

## Eftermäle
Karl Schwarzschild-observatoriet i Tautenburg är uppkallat efter honom.
Nedslagskratern Schwarzschild på månen och asteroiden 837 Schwarzschilda är uppkallade efter honom.